# Антоний (Терещенко)
Епископ Антоний Терещенко (англ. Bishop Anthony Tereschenko; 29 ноября 1884, Харьков — 27 сентября 1947, Монреаль) — епископ Северо-Американской митрополии, епископ Монреальский и Восточно-Канадский, временно управляющий Западно-Канадской епархией.

## Биография
Родился 29 ноября 1884 года в Курской губернии в России. Именно там он получил начальное и среднее образование.
В 1911 году в Белгороде он был пострижен в монашество с именем Антоний. По окончании богословского образования в Белгороде, он отправился в Москву, чтобы учиться в Московской Синодальной школе духовной пения. Там он учился у таких преподавателей и композиторов, как А. Д. Кастальский, протоиерей Дмитрий Аллеманов и другие.
В 1912 году был рукоположён в сан иеродиакона.
В 1913 году в Курской Знаменском монастыре был рукоположен в сан иеромонаха.
К 1920 году, по благословению архиепископа Александра (Немоловского), он уже занимается миссионерской работой в Канаде, где миссионерская работа тогда ещё не началась. Архимандрит Арсений (Чаговцов) много трудился в течение своего первого срока службы в Канаде, но эта деятельность была больше сосредоточена на организации иммиграции верующих и обучения их, на миссионерскую работу как таковую.
В 1924 году митрополит Платон (Рождественский) наградил его крестом с украшениями и возвёл его в сан игумена.
В 1926 году, по благословению митрополита Платона, епископа Арсения возведен в сан архимандрита.
Осенью 1927 года архимандрит Антоний был переведен и назначен служить в церкви святой Варвары в Эдмонтоне, Альберта.
В сентябре 1935 года, архимандрит Антоний был вновь назначен в Свято-Троицкий собор в Виннипеге, провинция Манитоба. Во время своего второго срока в соборе, он энергично взялся за дело выплаты закладной, которой было обременено церковное имущество. С Божьей помощью, и через сотрудничество людей, это было достигнуто. Тепло и энергия его личности и ясность речи в сделали его хорошо известным, и одним из результатов этого стало назначение его в качестве благочинного Манитобы.
Уступив настойчивым просьбам Монреальского Петропавловского прихода и подчинившись распоряжению митрополита Феофила, будучи в сане архимандрита, в 1941 году прибыл в Монреаль в качестве настоятеля. Кроме того он был назначен деканом провинции Квебек.
Выступал с докладом на состоявшемся 9-12 ноября 1944 года в Торонто II съезде Федерации русских канадцев.
Как представитель из Монреаля в ноябре 1946 года принял участие в VII Всеамериканском соборе в Кливленде, по итогам которого остался в клире вновь обособившейся от РПЦЗ «Северо-Американской Митрополии».
19 декабря 1946 года Собор епископов в Чикаго определил ему быть епископом Монреальским с кафедрой при Петропавловском соборе и с распространением его духовного попечения на всю Восточную Канаду. Ему были также вверены приходы Западно-Канадской епархии до времени её замещения.
29 марта 1947 года был наречён, а 30 марта — хиротонисан во епископа Монтреальского и Восточно-Канадского.
5 мая 1947 года в соборе Петра и Павла состоялась его интронизация. Хиротония и интронизация епископа Антония должна была стать первым шагом в намеченной программе по разделению Канады на три епархии. Тем не менее, из за скорой смерти епископа Антония этому не дано было осуществиться.
Скончался 27 сентября 1947 года в госпитале Монреаля, Канада. Отпевание было определено совершить в Монреальском Петропавловском соборе. Погребён на кладбище Южно-Ханаанской Тихоновской обители. На его могиле высечены слова: «Здесь почивает великий труженик Канады Преосвященнейший Антоний /Терещенко/».